# Yoshimi P-We
 (février 2023).
La mise en forme du texte ne suit pas les recommandations de Wikipédia : il faut le « wikifier ».
Les points d'amélioration suivants sont les cas les plus fréquents. Le détail des points à revoir est peut-être précisé sur la page de discussion.
- Les titres sont pré-formatés par le logiciel. Ils ne sont ni en capitales, ni en gras.
- Le texte ne doit pas être écrit en capitales (les noms de famille non plus), ni en gras, ni en italique, ni en « petit »…
- Le gras n'est utilisé que pour surligner le titre de l'article dans l'introduction, une seule fois.
- L'italique est rarement utilisé : mots en langue étrangère, titres d'œuvres, noms de bateaux, etc.
- Les citations ne sont pas en italique mais en corps de texte normal. Elles sont entourées par des guillemets français : « et ».
- Les listes à puces sont à éviter, des paragraphes rédigés étant largement préférés. Les tableaux sont à réserver à la présentation de données structurées (résultats, etc.).
- Les appels de note de bas de page (petits chiffres en exposant, introduits par l'outil «  Source ») sont à placer entre la fin de phrase et le point final[comme ça].
- Les liens internes (vers d'autres articles de Wikipédia) sont à choisir avec parcimonie. Créez des liens vers des articles approfondissant le sujet. Les termes génériques sans rapport avec le sujet sont à éviter, ainsi que les répétitions de liens vers un même terme.
- Les liens externes sont à placer uniquement dans une section « Liens externes », à la fin de l'article. Ces liens sont à choisir avec parcimonie suivant les règles définies. Si un lien sert de source à l'article, son insertion dans le texte est à faire par les notes de bas de page.
- La présentation des références doit suivre les conventions bibliographiques. Il est recommandé d'utiliser les modèles {{Ouvrage}}, {{Chapitre}}, {{Article}}, {{Lien web}} et/ou {{Bibliographie}}. Le mode d'édition visuel peut mettre en forme automatiquement les références.
- Insérer une infobox (cadre d'informations à droite) n'est pas obligatoire pour parachever la mise en page.

Pour une aide détaillée, merci de consulter Aide:Wikification.
Si vous pensez que ces points ont été résolus, vous pouvez retirer ce bandeau et améliorer la mise en forme d'un autre article.
Yoshimi (née 横田佳美 (Yoshimi Yokota) le 18 février 1968) est une musicienne japonaise surtout connue pour son rôle de batteuse la plus constante du groupe de rock japonais Boredoms.
Parallèlement de ses talents en tant que batteuse avec Boredoms, elle performe les vocales pour tout le groupe féminin OOIOO et joue aussi de la trompette, guitare et du clavier.
Née à Okayama, au Japon, Yoshimi a rejoint son premier groupe, UFO or Die, avec EYE en 1986. Depuis 1997, elle dirige le groupe entièrement féminin OOIOO et continue de contribuer à l'incarnation actuelle de Boredoms.
Yoshimi a travaillé sur de nombreux autres projets, notamment un groupe de raga appelé Saicobab, un projet ambiant appelé Yoshimi and Yuka, OLAibi, influencé par les tambours tribaux, et le supergroupe indépendant Free Kitten. Elle est apparue en tant que joueuse de session et chanteuse sur l'album Yoshimi Battles the Pink Robots de Flaming Lips en 2002. Yoshimi a participé en tant que premier batteur à la performance Boredoms 77 Boadrum, qui a eu lieu le 7 juillet 2007 à l'Empire-Fulton Ferry State Park à Brooklyn, New York,.
Wayne Coyne de The Flaming Lips a déclaré que leur album Yoshimi Battles The Pink Robots était inspiré de Yoshimi. Il l'appelait "l'une de ces étranges musiciennes de génie",.

## Réception
Yoshimi a fait la couverture du numéro de juillet 2014 du magazine WIRE et dans un article de fond de James Hadfield. Pitchfork l'a couverte ainsi que son groupe OOIOO dans un article de fond en 2020. Le magazine Modern Drummer a publié un article de fond sur Yoshimi écrit par John Colpitts. En 2016, Emi Kariya a interviewé Yoshimi et Ikue Mori pour Tom Tom Magazine.

## Discographie

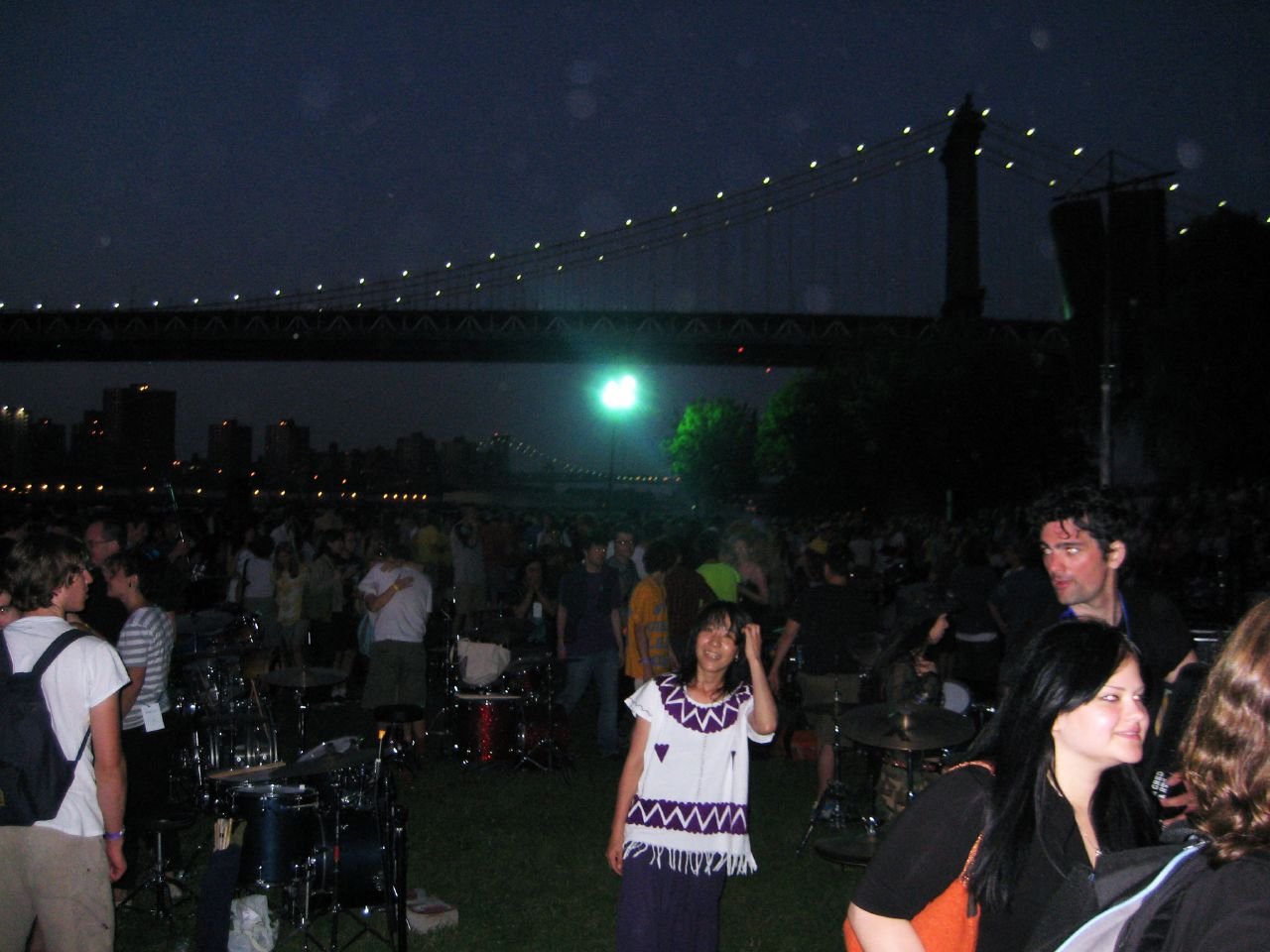
Yoshimi au 77 Boadrum, le 7 juillet 2007

### Yoshimio
- Gros toast (1993)
- 2 (1994)
- 3 (1995)
- Yunnan sans couleur (2007)
- Bor-Cozmik (2009)

### Yoshimi et Yuka
- Fleur sans couleur (2003)

### OOIOO
- OOIOO (1997)[3]
- Flotteur de plumes (1999)[3]
- Or et vert (2000)[3]
- Kila Kila Kila (2003)
- Taïga (2006)[3]
- OOEYヨOO -EYヨ REMIX (Eye Remix EP) (2007)
- COCOCOOOIOO: Le meilleur de Shock City 1997–2001
- Armonico Hewa (2009)
- Gamel (2013)[3]
- Nijimusi (2019)[3]

### OLAibi
- Humming Moon Drip (2006)

### Saïcobab
- Sab Se Purani Bab (2017)

### Z-Rock Hawaï
- Z-Rock Hawaï (1996)